# Vlastimil Ehrenberger
Vlastimil Ehrenberger (16. února 1935 Svojanov okr. Svitavy nebo Svojanov okr. Olomouc – 27. května 2018) byl český a československý důlní inženýr, bývalý politik Komunistické strany Československa, ministr vlád ČSSR a poslanec Sněmovny národů Federálního shromáždění za normalizace.

## Biografie
Narodil se ve Svojanově v okrese Svitavy. Podle některých zdrojů ve Svojanově v okrese Olomouc. Na základní školu ovšem chodil do Svitav (zde se ještě v roce 2010 zúčastnil srazu absolventů). V letech 1951–1961 byl horníkem v ostravsko-karvinském revíru. V letech 1950–1952 byl učněm a horníkem na Dolu Eduard Urx v Petřkovicích, v období let 1955–1961 zastával pozici mistra a vrchního mistra v Dole Zárubek v Ostravě. Uváděno též, že v letech 1955–1961 byl technikem v OKD. Pak v letech 1963–1967 studoval na Vysoké škole báňské v Ostravě, kde získal v roce 1967 titul inženýra. V letech 1968–1970 byl zástupcem správního ředitele stavby OKD. Byl autorem prací o palivoenergetickém komplexu a hornictví.
Zastával i řadu stranických funkcí. Do roku 1963 byl předsedou Celozávodního výboru KSČ na Dole Stachanov a pracovníkem Krajského výboru KSČ v Ostravě. V letech 1967–1968 působil na postu pracovníka oddělení ÚV KSČ pro těžký průmysl. V letech 1970–1973 byl tajemníkem pro průmysl Krajského výboru KSČ pro Severomoravský kraj. XV. sjezd KSČ ho zvolil za člena Ústředního výboru Komunistické strany Československa. XVI. sjezd KSČ a XVII. sjezd KSČ ho ve funkci potvrdil. Zastával dlouhodobě vládní posty. V letech 1973–1974 coby místopředseda druhé vlády L. Štrougala a od roku 1974 až do roku 1988 jako ministr paliv a energetiky ČSSR ve druhé vládě L. Štrougala, třetí vládě L. Štrougala, čtvrté vládě L. Štrougala, páté vládě L. Štrougala a šesté vládě L. Štrougala. Zároveň byl od roku 1974 vedoucím československé delegace ve Stálé komisi RVHP pro uhelný průmysl. V roce 1985 získal Řád práce.
Po delší dobu zasedal také v nejvyšším zákonodárném sboru. Po volbách roku 1971 zasedl do české části Sněmovny národů (volební obvod č. 66 – Havířov, Severomoravský kraj). Křeslo nabyl až dodatečně v dubnu 1974 po doplňovacích volbách vypsaných poté, co zemřel poslanec Zdeněk Gavenda. Mandát získal i ve volbách roku 1976 (obvod Havířov), volbách roku 1981 (obvod Havířov) a volbách roku 1986 (obvod Havířov). Ve FS setrval do prosince 1988, kdy dopisem rezignoval na poslanecký mandát.
Po odstoupení Štrougalovy vlády byl roku 1989 jmenován posledním komunistickým velvyslancem v Maďarsku, kde se angažoval ve sporu o dokončení vodního díla Gabčíkovo-Nagymaros. V Maďarsku zůstal do dubna 1990, kdy byl Čalfovou vládou odvolán. V 90. letech se věnoval podnikání, byl např. členem dozorčí rady Česko-afghánské smíšené obchodní společnosti.